# Терещук, Виктория Анатольевна
Виктория Анатольевна Терещук (род. 18 февраля 1982, Ворошиловград) — украинская спортсменка, занимающаяся современным пятиборьем. Чемпионка мира 2011 года, чемпионка Европы 2008 года. Участница трёх Олимпиад (2004, 2008, 2012). Заслуженный мастер спорта Украины. Кавалер Ордена княгини Ольги 3-й степени.

## Биография
Родилась 18 февраля 1982 года в Луганске.
Пятиборьем начала заниматься в 1999 году, до этого занималась плаванием. Первым и единственным тренером спортсменки стал Сергей Туробов, за которого в 2005 году спортсменка вышла замуж, в 2009 родила сына. Из дисциплин пятиборья наиболее удачными для себя считает плавание и бег.
Первым международным стартом для спортсменки стал молодёжный чемпионат мира 2001 года в Будапеште, на котором она заняла 12 место. На свой первый взрослый чемпионат мира отправилась в 2003 году в Пезаро, Италия заняла 27 место. На Олимпийских играх 2004 года была 7-й. Первую награду на международной арене завоевала на чемпионате мира 2006 года в Гватемале — серебро. На Олимпийских играх 2008 года стала бронзовым призёром уступив Лене Шонеборн из Германии и Хизер Фил из Великобритании. Сезон 2009 года пропустила по причине рождения ребёнка. В 2010 заняла второе место на чемпионате мира в Чэнду, Китай в смешанной эстафете, став 16-й в индивидуальном зачёте. В 2011 году на чемпионате мира в Москве выиграла две золотые награды в личном первенстве и эстафете. На Олимпийских играх 2012 года в Лондоне была 23-й.
В марте 2017 года МОК, после перепроверки допинг-проб взятых на Играх 2008 года, лишил спортсменку бронзовой медали.